# 工数
工数（こうすう）とは作業量を表す概念のことである。製造業を中心に、全ての産業で使われる概念である。
本来は人間に対して使われるが、工作機械やロボットなどの自動化設備に対しても使われることがある。

## 概要
工数を次元で表すと、[工数]=[時間]×[人]となる。工数を表す単位には慣例的に秒、分、時、日など時間の単位がそのまま使われる。人月など“人”を付ける場合もある。工数にチャージと呼ばれる係数を掛けることで、その製品にかかる労務費が設定される。したがって工数の設定は原価に大きな影響を及ぼす。工数は、見積りや工程設計によって計算される。
工数を作業者数で割ると作業時間となる。逆に工数を時間で割ると、必要な作業者数になる。ただし、これらの言葉の意味は決め事であり、企業や組織により意味が異なる場合もある。作業時間と工数は、意味がよく似ているが、作業時間は時間そのものを表しているのに対し、工数は作業量を表す点が異なる。
チャージとは、[値段]×[時間]-1の次元を持つ係数である。時給と書けば理解しやすいが、チャージには賃金以外の経費も含まれる。製造原価を計算するためのチャージとしては、作業者本人に支払われる賃金に光熱水費などの変動費を加えたもの、あるいは、それに固定費と償却費を加味した数値が使われることが多い。チャージの計算方法は決め事であり、企業ごと、組織ごとで異なる。
工数の概念が生まれた当初は、実際に生産作業にかかった時間とは無関係に、作業者には工数から算出された給与が支払われた。これを出来高制という。現在の企業では、作業者の賃金に対しては時給制を採用していることが多いが、出来高制は企業間の取引のときに使われる。したがって、工数と実際の作業時間の差は製造部門の赤字・黒字、さらには企業の収益となって現れる。工数と実際の作業時間の比率を消化率といい、製造現場の管理者はこの数値を厳しく管理する立場にある。

## 工数の計算方法
工数は、厳密には図面指示のみを抽出し、ある一定のルールで時間に変換したものである。これを理論工数と言う。これに工程上必要な作業時間、投資の制約から生じる不能率時間、労使協定で決められた休憩時間などを加えた工数を、標準工数などと言う。
工数の計算方法には、図面から計算する方法から、勘に頼るものまでさまざまな方法がある。
- 見積りでは、作業対象の重さ、大きさ、広さ、部品点数などに一定の係数を掛けて工数を算出する。最も多く使われる手法だが、見積時間と呼んで、工数と明確に区別する場合もある。
- 工程設計では、作業を細分化し、一定の拘束条件で作業を構成し、作業量を積み上げたものが工数となる。工程設計では、必ずしも工数が最小である場合が最適ではない。たとえば建築分野では重機の使用期間が拘束条件となり、工数は必ずしも最小にならない。

コンピュータソフトウエアのプログラミング工数の見積りにはファンクションポイント法などがある。
なお、工数の定義や種類、名称は、企業や地域により差がある。

## 歴史
工数と言う概念を最初に採用したのはヘンリー・フォードだとされている。 項目フォード・モデルTを参照。